# 石巻市立中津山第二小学校
石巻市立中津山第二小学校（いしのまきしりつ なかつやまだいにしょうがっこう）は、宮城県石巻市にあった公立小学校である。

## 概要
石巻市の最北端に位置する桃生地区（旧桃生町）の中でも、北西部を学区とした。南北に走る県道21号沿いに家並みが並んでいる地域の中心部にあり、付近には金融機関、商店、クリニック、石巻市桃生支所、桃生中学校、植立山公園などがある。東部を北上川、西部を旧北上川に囲まれ東南部には水田地帯が広がる。近年は三陸沿岸道路により、石巻市街地まで短時間（車で20分ほど）でアクセスできるようになった地区に立地していた。

## 沿革
- 1873年（明治6年）5月1日 中津山公立小学校として香積寺で創始。
- 1886年（明治19年）12月 教育令発布により、中津山尋常小学校と改称する。
- 1894年（明治27年）5月 校舎を新築。
- 1934年（昭和9年）1月 新校舎に移転。
- 1947年（昭和22年）4月 中津山村立中津山第二小学校と校名を変更する。
- 1954年（昭和29年）6月 新校舎へ移転。
- 1955年（昭和30年）3月 桃生町立中津山第二小学校と校名を変更する。
- 1957年（昭和32年）11月 給食調理室を新設し、学校完全給食を開始。
- 1970年（昭和45年）7月 プール落成。
- 1974年（昭和49年）3月 屋内運動場落成。
- 1974年（昭和49年）9月 地域伝承芸能「はねこ踊」を学校行事に取り入れる。
- 1986年（昭和61年）3月 新校舎（鉄筋コンクリート3階建て・体育館）に移転。
- 2005年（平成17年）4月 石巻市と桃生町などの合併により、石巻市立中津山第二小学校と校名を変更する。
- 2011年（平成23年）3月11日 東日本大震災で校舎や体育館に大きな被害を受ける。
- 2013年（平成25年）3月 チュニジアとの交流会を行う。
- 2013年（平成25年）5月 山形県小国町立小国小学校6年生が来校し，「はねこ踊」と「花笠音頭」の踊りの交流を行う。
- 2025年 (令和7年)  3月31日-生徒数の減少により、石巻市立桃生小学校〈新〉に統合され閉校

## 教育目標
- 豊かな心とたくましい体をもち，主体的・創造的に生きる子どもを育成する。

目指す児童像
思いやりのある優しい子ども
健康でたくましい子ども
進んで学び深く考える子ども

## 校歌
中津山第二小学校校歌
- 作詞:永野為武
- 作曲:佐藤長助

## 学区
石巻市立中津山第二小学校の学区は以下の通りである。
- 桃生町寺崎
- 桃生町中津山（字永田27番地、字下四軒52番地を除く。）
- 桃生町城内

## 卒業生の進路
公立中学校の場合
- 石巻市立桃生中学校

## アクセス
- E45三陸沿岸道路桃生豊里ICから車で約5分
- 東日本旅客鉄道気仙沼線陸前豊里駅または和渕駅から車で約10分